# Slobodna Hrvatska (Zagreb)
Slobodna Hrvatska, bio je hrvatski tjednik iz Zagreba.
Uređivao ju je Dragomir Kastratović.
Izlazio je od kolovoza 1991. do travnja 1992. godine. Za tjednik su pisali novinari Antun Masle, Hrvoje Gospočić i drugi.